# 이재혁 (카트라이더 프로게이머)
이재혁(2001년 4월 12일 ~ )은 대한민국의 전직 카트라이더 프로게이머이다.
과거에는 Zzz, Cool이라는 아이디를 사용했다.

## 선수 시절

### 크레이지레이싱 카트라이더
2017년 1월, BEOM'S 소속으로 활동하면서 커리어를 시작했다. 듀얼 레이스 시즌 2 팀전 5위, 개인전 11위를 기록했다.
2017년 12월, 2017 카트라이더 KeSPA컵에 참가하여 3위를 달성했다.
2018년 1월, PENTA WHEELS 소속으로 활동한다. 듀얼 레이스 시즌 3 팀전 6위, 개인전 3위를 달성했다.
2018년 8월, Xenics Storm 소속으로 활동한다. 듀얼 레이스 시즌 X 팀전 3위, 개인전 준우승을 달성했다.
2019년 1월, 꾼 소속으로 활동한다. 2019-1시즌 팀전 3위, 개인전 22위를 달성했다.
2019년 3월 23일, ROX 랩터스에 입단했다. 2019-2시즌 팀전 4위, 개인전 우승을 달성했다.
2020시즌을 앞두고 ROX와 재계약을 체결했다. 2020-1시즌 팀전 준우승, 개인전 4위를 달성했다. 2020-2시즌 팀전 준우승, 개인전 우승을 달성했다.
2021시즌을 앞두고 ROX와 재계약을 체결했다. 2021-1시즌 팀전 3위, 개인전 5위를 달성했다. 2021-2시즌 팀전 5위, 개인전 우승을 달성했다. 이후 팀에서 퇴단했다.
2021년 10월 12일, NTC 크리에이터즈에 입단했다. 2021수퍼컵 팀전 5위, 개인전 우승을 달성했다. 이후 팀이 해체되었다.
2021년 12월 28일, 광동 프릭스에 입단했다. 2022-1시즌 팀전 준우승, 개인전 4위를 달성했다. 2022-2시즌 팀전 준우승, 개인전 준우승을 달성했다. 2022수퍼컵 팀전 준우승, 개인전 우승을 달성했다.

### 카트라이더: 드리프트
2023시즌을 앞두고 광동 프릭스와 재계약을 체결했다. 프리시즌1 팀전 우승, 개인전 우승을 달성했다. 프리시즌2 팀전 우승, 개인전 3위를 달성했다. 2023시즌 팀전 우승, 개인전 우승을 달성했다.
2024년 10월 12일, 팀이 해체되었다.

## 소속팀
| # | 팀명             | 소속 기간               | 소속 리그 | 비고 |
| - | ---------------- | ----------------------- | --------- | ---- |
| 1 | BEOM'S           | 2017                    | KRL       |      |
| 2 | PENTA WHEELS     | 2018                    | KRL       |      |
| 3 | 제닉스 스톰      | 2018                    | KRL       |      |
| 4 | 꾼               | 2019                    | KRL       |      |
| 5 | ROX 랩터스       | 2019.03.23 ~ 2021.10.12 | KRL       |      |
| 6 | NTC 크리에이터즈 | 2021.10.12 ~ 2021.12.18 | KRL       |      |
| 7 | 광동 프릭스      | 2021.12.28 ~ 2024.10.12 | KRL KDL   |      |

## 수상 내역

### 크레이지레이싱 카트라이더
공식 대회 우승 5회, 준우승 6회
- 2017 KeSPA컵 카트라이더 부문 3위
- 넥슨 카트라이더 리그 듀얼 레이스 시즌 3 개인전 3위
- 넥슨 카트라이더 리그 2019 시즌 1 팀전 3위
- 2019 KT 5G 멀티뷰 카트라이더 리그 시즌 2 개인전 우승
- 2020 SKT JUMP 카트라이더 리그 시즌 1 팀전 준우승
- 2020 SKT 5GX JUMP 카트라이더 리그 시즌 2 개인전 우승
- 2020 SKT 5GX JUMP 카트라이더 리그 시즌 2 팀전 준우승
- 2021 신한은행 헤이영 카트라이더 리그 시즌 1 팀전 3위
- 2021 신한은행 헤이영 카트라이더 리그 시즌 2 개인전 우승
- 2021 신한은행 헤이영 카트라이더 리그 수퍼컵 개인전 우승
- 2022 신한은행 헤이영 카트라이더 리그 시즌 1 팀전 준우승
- 2022 신한은행 헤이영 카트라이더 리그 시즌 2 팀전 준우승
- 2022 신한은행 헤이영 카트라이더 리그 시즌 2 개인전 준우승
- 2022 신한은행 쏠 카트라이더 리그 수퍼컵 팀전 준우승
- 2022 신한은행 쏠 카트라이더 리그 수퍼컵 개인전 우승

### 카트라이더: 드리프트
공식 대회 우승 2회
- 카트라이더: 드리프트 리그 프리시즌 1 팀전 우승
- 카트라이더: 드리프트 리그 프리시즌 1 개인전 우승
- 카트라이더: 드리프트 리그 프리시즌 2 팀전 우승
- 카트라이더: 드리프트 리그 프리시즌 2 개인전 3위
- 2023 카트라이더: 드리프트 리그 팀전 우승
- 2023 카트라이더: 드리프트 리그 개인전 우승